# Коллине (кантон)
Коллине́ (фр. Collinée) — упраздненный кантон во Франции, в регионе Бретань, департамент Кот-д’Армор. Входил в состав округа Динан.
Код INSEE кантона — 2209. Всего в кантон Коллине входило 6 коммун, из них главной коммуной являлась Коллине.

## Коммуны кантона
| Коммуна          | Население, чел. (1999) | Почтовый индекс | Код INSEE |
| ---------------- | ---------------------- | --------------- | --------- |
| Коллине          | 938                    | 22330           | 22046     |
| Лангурла         | 631                    | 22330           | 22102     |
| Ле-Гуре          | 939                    | 22330           | 22066     |
| Сен-Гуэно        | 640                    | 22330           | 22297     |
| Сен-Жакю-дю-Мене | 716                    | 22330           | 22303     |
| Сен-Жиль-дю-Мене | 473                    | 22330           | 22292     |

## Население
Население кантона на 2006 год составляло 4 487 человек.
| 1962 | 1968 | 1975 | 1982 | 1990 | 1999  | 2006  | 2007 |
| ---- | ---- | ---- | ---- | ---- | ----- | ----- | ---- |
| -    | -    | -    | -    | -    | 4 315 | 4 487 | -    |